# Partito Comunista di Cuba
Il Partito Comunista di Cuba (in spagnolo Partido Comunista de Cuba, PCC) è un partito politico cubano comunista di ispirazione marxista-leninista fondato il 3 ottobre 1965 dal Partito Unito della Rivoluzione Socialista di Cuba. Il PCC è designato dalla Costituzione cubana come la "forza trainante della società e dello Stato", ed è l'unico partito la cui esistenza è legalmente consentita a Cuba.

## Storia

### Origini

#### Partito Rivoluzionario Cubano

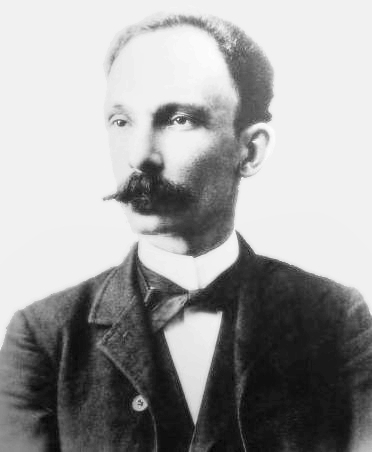
José Julián Martí Pérez

Le prime organizzazioni cubane di carattere rivoluzionario risalgono agli anni novanta del XIX secolo, durante il periodo della Capitaneria generale di Cuba. Il politico e scrittore socialista dell'Avana José Martí iniziò a mobilitare i rivoluzionari cubani assieme a Máximo Gómez e Antonio Maceo Grajales per fondare un movimento indipendentista. Costretto all'esilio in Florida, la sua paura per una dittatura militare portò nel 1884 ad una rottura con Gómez e Maceo ma nel 1887 i tre tornarono a lavorare insieme, con Martí come leader politico.
Il 15 gennaio 1892 Martí redasse i principi per la costituzione di un'organizzazione politica rivoluzionaria e il 10 aprile fondò con il marxista Carlos Baliño e Agustín Martín Veloz il Partito Rivoluzionario Cubano (in spagnolo Partido Revolucionario Cubano) a Key West, in Florida. Scopo del Partito era l'indipendenza di Cuba e Porto Rico dalla Spagna e contemporaneamente l'opposizione all'annessione di Cuba agli Stati Uniti. Nel 1895 scoppiò la guerra d'indipendenza contro il Regno spagnolo e con il sostegno degli USA, ma José Martí venne ucciso dalle truppe spagnole durante la battaglia di Dos Ríos del 19 maggio dello stesso anno. Nel 1898 gli Stati Uniti entrarono direttamente nel conflitto e vinsero la guerra ispano-americana, rendendo Cuba un protettorato. Il 21 dicembre 1898, il segretario del PRC Tomás Estrada Palma dichiarò lo scioglimento del Partito perché l'obiettivo dell'indipendenza dalla Spagna era stato raggiunto, ed il successivo 30 dicembre il Partito Rivoluzionario Cubano fu sciolto definitivamente.

#### Prime attività comuniste a Cuba

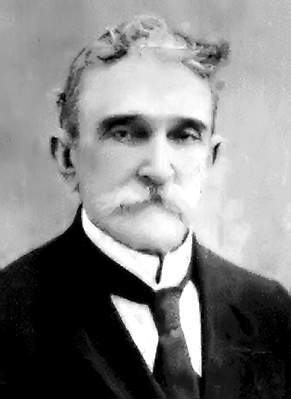
Carlos Baliño y López

Nel 1901 gli Stati Uniti approvarono l'emendamento Platt all'interno dell'Army Appropriations Act: l'occupazione militare di Cuba terminò, ma il governo statunitense si riservava di intervenire nelle questioni interne cubane con lo scopo dichiarato di difendere l'indipendenza cubana e di mantenere "un governo adeguato per la protezione della vita, della proprietà e della libertà individuale". Tra le condizioni dell'emendamento, vi erano la cessione di una porzione di territorio per l'installazione di una base navale statunitense e l'inclusione dei termini dell'emendamento nella Costituzione repubblicana di Cuba. L'approvazione dell'emendamento da parte dell'assemblea costituente cubana accese un forte sentimento anti-imperialista tra i rivoluzionari cubani esuli e non. Nel 1902 fu fondata la prima Repubblica di Cuba, con presidente Tomás Estrada Palma e sotto l'influenza politica ed economica degli Stati Uniti.
Carlos Baliño ritornò a Cuba, dove continuò la propria attività politica nel movimento proletario: aderì al Gruppo socialista dell'Avana e creò nel 1903 all'Avana il Club di Propaganda Socialista per la diffusione degli ideali marxisti.
Nel 1904 Baliño fondò il Partito Operaio (in spagnolo Partido Obrero), collaborando alla testata ufficiale del Partito La Voz Obrera nella quale elogiò la rivoluzione russa del 1905. Nel 1905 il Partito Operaio adottò nel suo programma i principi del marxismo-leninismo ed il 13 novembre 1906, un mese dopo l'inizio della seconda occupazione statunitense, si fuse con il Gruppo socialista internazionale per formare il Partito Socialista Operaio di Cuba, guidato da Baliño e Agustín Martín Veloz. Stimolato dalla rivoluzione d'ottobre, Baliño iniziò a raggruppare e coordinare le attività di piccole cellule comuniste presenti sull'isola.

#### Sezione Comunista di Cuba
A dicembre 1919, l'agente dell'Internazionale Comunista, Michail Borodin, durante il suo ritorno in Europa dopo aver completato una missione in Messico, fece una sosta all'Avana ed inviò nella capitale cubana Charles Phillips, co-fondatore del Partito Comunista Messicano (PCM), per parlare con il leader locale del "sindacalismo radicale e di classe" Marcelo Salinas, membro della Industrial Workers of the World e fondatore del periodico Hombre Nuevo, e studiare la situazione della classe operaia cubana e la possibilità di organizzarla secondo i principi del Comintern. Tuttavia, Salinas non sosteneva l'importanza dei partiti proletari nella rivoluzione e fu fondata quindi la Sezione Comunista di Cuba (in spagnolo Sección Comunista de Cuba), con il contributo del leader dell'Unione dei lavoratori grafici Antonio Penichet. Nonostante l'avversione verso i partiti, Salinas inviò al Comitato esecutivo dell'Internazionale Comunista (CEIC) la richiesta di affiliazione e affermò la volontà della SCC di partecipare attivamente alla diffusione degli ideali comunisti nell'America Latina. Lo scetticismo di Borodin nei confronti della sinistra della SCC non ha impedito al suo luogotenente Phillips di desiderare che la destra rappresentasse i sostenitori di Salinas al III Congresso del Comintern previsto per il 1921, ma la Sezione Comunista di Cuba si sciolse nel 1920 a causa dei forti dissidi interni.

#### Gruppo Comunista dell'Avana
Il 16 luglio 1922, su iniziativa di Carlos Baliño, il Gruppo socialista dell'Avana adottò la "Dichiarazione dei principi" (in spagnolo Declaración de Principios), con la quale dichiarò l'aderenza ai principi e al programma del Comintern, ma il documento non giunse ufficialmente al CEIC e l'adesione non avvenne. Il Gruppo subì una scissione e nel marzo 1923 Baliño fondò il Gruppo Comunista dell'Avana (in spagnolo Agrupación Comunista de La Habana, ACH), una piccola organizzazione di ventisette membri e sostenitori della rivoluzione d'ottobre. Nel 1924 un gruppo di ebrei emigrati a Cuba dalla Polonia e dalla Lituania entrò nel Gruppo e fondò la sua Sezione ebraica.
Il primo tentativo di stabilire contatti diretti con l'Internazionale Comunista fu fatto dalla Sezione ebraica dell'ACH che inviò, tramite il Comitato Centrale delle Sezioni Ebraiche del Partito Comunista Russo (bolscevico), una lettera al Comitato esecutivo con la speranza di ottenere l'interesse del Comintern per il movimento comunista cubano. Il segretario della sezione Fabio Grobart evidenziò la necessità di riunire tutti i gruppi comunisti cubani in un unico partito che avrebbe guidato la classe operaia. Nella lettera fu sottolineata anche l'influenza dell'ACH tra gli studenti, grazie in particolare all'attività del sodale di Baliño nonché leader della Federazione Studentesca Universitaria Julio Antonio Mella. La sezione ebraica insistette inoltre sullo stabilire dei contatti diretti con il Partito Comunista Russo per chiedere istruzioni e consigli.
Nel maggio 1924, Baliño inviò una lettera al Partito Comunista degli Stati Uniti d'America riguardo alle attività dell'ACH, e il segretario Jay Lovestone si mostrò favorevole a stabilire dei contatti con il gruppo.

### Partito Comunista Cubano del 1925

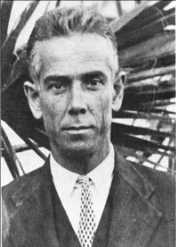
José Miguel Pérez Pérez.

A maggio del 1925, l'ACH chiese al Partito Comunista Messicano di inviare alcuni delegati a Cuba per sostenere e guidare un futuro congresso per l'unificazione dei gruppi comunisti cubani. Il PCM inviò Enrique Flores Magón per aiutare a organizzare il congresso.
Il 20 maggio 1925, l'elezione del presidente liberale Gerardo Machado iniziò un periodo di forte repressione anti-comunista che rese illegale ogni associazione comunista, compresa la Federazione Studentesca Universitaria.
Il 6 agosto 1925, il Comitato Esecutivo de Gruppi Comunisti di Cuba lanciò un appello per la celebrazione del congresso fondativo del primo partito comunista cubano tra il 16 e il 20 agosto, ma la durata dell'incontro fu in seguito ridotta a causa della repressione di Machado. Carlos Baliño, in qualità di delegato più anziano, procedette a ricevere le credenziali, il 16 agosto 1925, del Primo Congresso Nazionale dei Gruppi Comunisti dell'isola di Cuba, in un vecchio edificio nel quartiere El Vedado della capitale cubana e sede dal 1955 del teatro Hubert de Blanck. Oltre a Baliño, in rappresentanza della capitale vi erano l'insegnante José Miguel Pérez Pérez, giunto a Cuba nel 1921 dalle Isole Canarie e membro dell'ACH, il leader universitario cubano Julio Antonio Mella e il leader sindacale Alejandro Barreiro. Venancio Rodríguez era il delegato del gruppo di Guanabacoa, il sindacalista Miguel Valdés ed Emilio Rodríguez del gruppo di San Antonio de los Baños. Per la Sezione ebraica e la sua Gioventù comunista vi erano Yoshka Grinberg, Fabio Grobart e Félix Gurbich. Il Congresso fondativo riconobbe il Comintern come l'organo supremo ed inviarono tramite il Partito Comunista Messicano la richiesta ufficiale per entrare nell'Internazionale, ed un'analoga richiesta fu inviata al Comintern dal PCUSA.
Il 17 agosto 1925, fu fondato ufficialmente il primo Partito Comunista di Cuba. Nella sessione si discusse la necessità di istruire i membri del partito in modo che fossero meglio preparati a svolgere il loro lavoro tra le masse. Si decise quindi di nominare un comitato educativo composto da tre membri, incaricato di tenere lezioni e conferenze.
La prima riunione ufficiale si tenne il giorno successivo per eleggere la Segreteria e le Commissioni di Lavoro: José Miguel Pérez Pérez fu eletto segretario generale mentre il Comitato centrale venne formato da Mella, Baliño, Barreiro, Venancio Rodríguez, Rafael Suárez e Yoshka Grinberg.
Il Partito Comunista di Cuba dovette subito agire in clandestinità e già nell'agosto 1925, la maggior parte dei militanti furono arrestati e portati in tribunale, con l'accusa di preparare un'insurrezione, e circa 300 dirigenti sindacali furono accusati di attività bolsceviche furono deportati. Il 31 agosto 1925 il segretario generale José Miguel Pérez fu arrestato dalla polizia ed espulso da Cuba come straniero indesiderabile, e a novembre furono presentate accuse contro il PCC e la Federazione dei lavoratori dell'Avana per il loro presunto coinvolgimento in una serie di attacchi terroristici.

#### Caso Julio Mella

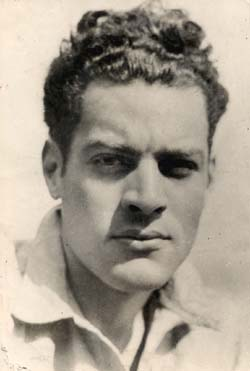
Julio Antonio Mella

Il 27 novembre, l'incarcerazione di Mella e il suo sciopero della fame portarono ad una campagna di solidarietà diffusa in tutti i movimenti giovanili anti-imperialisti dell'America Latina, mentre il ruolo del PCC si limitò alla pubblicazione del manifesto di protesta contro la reclusione degli attivisti. Mentre era ancora il carcere, Mella fu accusato dal PCC di indisciplinatezza e insubordinazione alle decisioni del Comitato centrale.
Appena uscito dall'ospedale della prigione, devastato fisicamente e psicologicamente, Mella chiese una seduta straordinaria del Comitato centrale per discutere le accuse mosse contro di lui, ma il Partito si riunì nuovamente in sua assenza negando le sue argomentazioni e diffidando dei suoi alleati, come Rubén Martínez Villena o Salvador de la Plaza. Il Partito Comunista Cubano vietò a Mella di partecipare all'attività politica per tre mesi e di lavorare per il PCC per tre anni.
Nel 1926 Mella fu esiliato dal governo cubano e, rifugiatosi in Messico, entrò nel Comitato centrale del Partito Comunista. Il PCC cercò di convincere il PCM e il Comintern della bontà delle proprie ragioni per l'espulsione di Mella, ma ottenne soltanto un maggiore isolamento internazionale.
Nei primi mesi di esistenza del PCC, Julio Antonio è stato l'unica fonte di informazioni sulla situazione a Cuba per il PCUSA, e quest'ultimo fece pressioni per il reintegro di Mella. Tuttavia, il 23 marzo 1926 il PCC chiese al PCM di interrompere qualsiasi rapporto con Mella e di considerarlo come una persona espulsa che aveva tradito gli ideali comunisti. La prima Conferenza del PCC del 20 maggio 1926 accusò Mella di essere responsabile delle divergenze sorte tra il Partito e le organizzazioni affiliate.
La questione Mella divenne un ostacolo per il riconoscimento ufficiale da parte dell'Internazionale comunista: nel gennaio 1927, il Segretariato latinoamericano del Comitato esecutivo del Comintern discusse più volte della questione e nella bozza della risoluzione su Cuba affermò che era stato commesso un errore causato sia dalla fortissima tradizione anarco-sindacalista e dalla psicologia degli intellettuali, ammettendo che Mella era entrato nel PCC senza comprendere la necessità di una "rigida disciplina collettiva". Allo stesso tempo, ritenne grave la posizione del Comitato centrale cubano di non comprendere la necessità di svolgere "l'educazione comunista invece di epurare il partito attraverso le espulsioni che hanno trasformato il partito in una setta".
Alla fine, il Comintern decise di accettare il PCC come la sezione cubana della Terza Internazionale ed il 29 maggio 1927 Mella fu riabilitato.

#### Morte di Baliño
Il 18 giugno 1926 morì Carlos Baliño. A partire dal 1927, il leader della Confederazione Nazionale Operaia di Cuba (CNOC) Rubén Martínez Villena divenne il leader de facto del movimento comunista cubano, sebbene non abbia mai ricoperto la carica di segretario generale e abbia continuato ad essere soltanto un membro del Comitato centrale.
Nel 1927 il presidente cubano Gerardo Machado rese illegale ogni partito d'opposizione, ed il 3 aprile 1927 Villena incitò il popolo a mobilitarsi contro la riforma costituzionale che avrebbe permesso la rielezione di Machado. Tuttavia, nel 1928 fu rieletto nonostante l'opposizione studentesca e dei lavoratori, accentuando in seguito il proprio carattere autoritario. Alla condanna della rielezione si aggiunse la denuncia dell'interferenza degli Stati Uniti, manifestata alla VI Conferenza panamericana tenutasi all'Avana dal 16 gennaio al 20 febbraio 1928.

#### Cooperazione con i nazionalisti
Intanto, il Comintern considerò seriamente la realizzazione di una coalizione anti-Machado. Un ruolo importante fu svolto dall'Unione Nazionalista di Carlos Mendieta (UN) ed i comunisti, sebbene non credessero nella "forza rivoluzionaria" dei nazionalisti, ritenevano possibile una cooperazione con loro, dato il maggior prestigio tra le masse. Il PCC decise di organizzare una rete con i comitati rivoluzionari per preparare uno sciopero politico generale e, a sua volta, il Segretariato politico del CEIC ritenne che i nazionalisti avessero prospettive di diventare il centro dell'unione di lavoratori contrari a Machado e favorevoli alle libertà civili, e il Comintern vedeva anche "il volto antimperialista" di Mendieta "agli occhi delle masse". Di conseguenza, il Comintern chiese al PCC di formare e guidare il fronte rivoluzionario-nazionalista antimperialista, con i nazionalisti come semplici partecipanti insieme ad "altre organizzazioni rivoluzionarie di operai e contadini". Per Mella, la chiave di volta del rapporto con i nazionalisti risiedeva nella possibilità di organizzare una ribellione armata a Cuba sulla base dell'esperienza storica dei popoli latinoamericani. Gli atti di ribellione costituivano una tappa per la via del socialismo e avrebbe necessitato la cooperazione attiva con l'UN per accelerare la liberazione nazionale. Considerate le scarse possibilità che il Partito Comunista Cubano aveva nell'azione armata, Mella e i suoi sodali fondarono alla fine di aprile del 1928 l'Associazione dei Nuovi Emigranti Rivoluzionari Cubani (ANERC) con l'obiettivo di preparare una spedizione armata contro Machado partendo dal Messico o dagli Stati Uniti. Tuttavia, il Comintern, volendo evitare delle deviazioni dalla disciplina comunista internazionale, insistette affinché gli esuli cubani si unissero ai partiti comunisti dei paesi nei quali risiedevano, ma nonostante ciò l'ANERC riuscì a trovare fondi e risorse per agire in autonomia.
Mella inviò Fernández Sánchez all'Avana per discutere con il PCC riguardo a un possibile piano di lotta armata e, dopo i tentativi falliti di stringere un patto con Mendieta, parlò con un membro del Consiglio di amministrazione dell'UN, il generale radicale Mambi Francisco Peraza Del-gado, che approvò le proposte di Mella. Tuttavia, Sánchez fu arrestato e dovette interrompere ogni rapporto con l'ala radicale dell'UN. In prigione venne a conoscenza di un piano del governo per assassinare l'esiliato Mella e, una volta tornato a New York, avvertì l'amico. Nel 1929 Mella fu assassinato in Messico.
Durante la Prima Conferenza Comunista Latinoamericana di Buenos Aires, il PCC si scontrò con le posizioni di Menideta e interruppe i rapporti con i nazionalisti, nonostante alcuni membri del Partito fossero favorevoli al dialogo e alla collaborazione con i movimenti antimperialisti come previsto dal Comintern.
Nel 1930 scoppiò una rivolta contro il regime di Machado, ed il 20 marzo Villena e il Partito Comunista Cubano organizzarono uno sciopero generale dei lavoratori contro il regime di Machado, fomentando il dissenso e il disordine. Allo stesso tempo, il PCC guidarono l'Ala Studentesca di Sinistra e altre organizzazioni studenteschi nelle proteste. Il ruolo dei comunisti era tuttavia minoritario rispetto a quello degli altri movimenti d'opposizione. Nell'agosto del 1931 i nazionalisti fallirono nel tentativo di rovesciare violentemente la dittatura, e tra i partecipanti al golpe vi erano anche membri dell'ANERC.

#### Rivoluzione del 1933
Le rivolte anti-machado si trasformarono in lotte sanguinose nel 1931 destando la preoccupazione degli Stati Uniti: nel 1933, l'ambasciatore statunitense Sumner Welles fu inviato dal presidente Franklin Delano Roosevelt per cercare di mediare tra Machado e le forze di opposizione. Il PCC non accettò la mediazione statunitense e con il CNOC proclamò un nuovo sciopero generale. Tuttavia, la direzione del Partito aveva considerato gli scioperi solo come una forma di lotta per la soddisfazione delle richieste dei lavoratori di ogni settore, e non come un mezzo per rovesciare il governo, non valutando il carattere politico, e ricadde nel cosiddetto "errore di agosto", quando il Comitato Centrale ordinò il ritorno al lavoro degli operai e degli impiegati una volta diffusasi la falsa notizia della deposizione di Machado. Intanto, anche l'esercito cubano chiese le dimissioni del presidente e, su pressione di Summer Welles, il 12 agosto 1933 Machado fu costretto all'esilio in Canada. L'evento è noto come la "Rivoluzione del 1933".

#### Opposizione
Il nuovo governo di Carlos Manuel de Céspedes y Quesada, nominato da Welles e dai militari cubani, annullò le riforme di Machado e ripristinò l'ordine, ma durò meno di un mese a causa di una crisi economica provocata dalle sue politiche inefficienti. Fu rovesciato dalla "rivolta dei sergenti" guidata da Fulgencio Batista e il 4 settembre 1933, l'intellettuale Ramón Grau San Martín divenne presidente del cosiddetto "governo dei cento giorni", ma Batista, nominato capo di stato maggiore dell'esercito, finì per avere il potere effettivo. Il nuovo governo introdusse riforme progressiste e popolari, tra cui la riabilitazione di tutti i partiti d'opposizione di Machado ma il mancato riconoscimento da parte degli Stati Uniti e i dissensi interni portarono alla caduta il 15 gennaio 1934. Durante il governo dei cento giorni, il Partito Comunista Cubano si mise all'opposizione del governo.
Dopo la deposizione di Grau, Manuel Márquez Sterling accettò di ricoprire il ruolo di presidente ad interim prima di esser sostituito da Carlos Mendieta con il sostegno di Batista e degli Stati Uniti. Il 28 marzo 1934, Cuba e gli Stati Uniti firmarono un nuovo trattato per le relazioni bilaterali che abrogò il trattato del 1903 e di conseguenza anche l'emendamento Platt.
L'11 marzo 1935, il PC indisse uno sciopero generale di quarantotto ore, in solidarietà con lo sciopero portato avanti da insegnanti, studenti e lavoratori di diversi rami contro il governo di Carlos Mendieta.

#### Ultimi anni
Nel 1935 il PCC si attivò nella promozione di un Fronte Unito contro l'imperialismo nelle colonie e nei paesi dipendenti dell'America Latina, lanciando diversi appelli all'unità d'azione contro il nemico comune e per l'indipendenza economica, politica e sociale. Il Partito Comunista iniziò a dialogare con altri partiti d'opposizione e nazionalisti, come il Partito Autentico di Ramón Grau San Martín.
A luglio-agosto del 1935, il Partito Comunista Cubano partecipò al VII Congresso dell'Internazionale Comunista, durante il quale fu annunciato lo scioglimento del Comintern e la formazione di fronti popolari antifascisti. Nel V Plenum dell'Ufficio Politico del PCC, tenutasi il 6 e 7 luglio 1935 con la presidenza di Fabio Grobart, fu concordata la formazione di un Fronte unico antimperialista in linea con le direttive del Comintern per l'instaurazione di un governo democratico borghese antimperialista, ritenuto come primo passo per la costituzione dello Stato socialista.
Nel 1936 scoppiò la Guerra civile spagnola e il PCC organizzò a Cuba una marcia di solidarietà nei confronti dei repubblicani.
A partire dal 1937, il PCC si alleò con il Partito dell'Unione Rivoluzionaria (PUR) di Juan Marinello fondando il Blocco Popolare Rivoluzionario (BPR) in vista delle elezioni dell'Assemblea costituente del 1939.
Nel novembre del 1938, il PCC divenne legale grazie ad un'intesa con Fulgencio Batista. A partire dalla X Sessione Plenaria, il Partito nella sua pratica politica e nel suo oratorio è stato coerente con la maggior parte delle politiche di Batista e del governo statunitense di Franklin Delano Roosevelt.
Il 23 gennaio 1939, la Confederazione Nazionale Operaia di Cuba fu rifondata come Confederazione dei Lavoratori di Cuba (CTC).

### Unione Rivoluzionaria Comunista
A luglio del 1939, nella XII Plenaria del Comitato Centrale del Partito Comunista Cubano, fu accettata la proposta del Comitato Nazionale del PUR di unire concretamente le forze in vista dell'Assemblea Costituente del 1940. Il PCC e il PUR si fusero nell'Unione Rivoluzionaria Comunista (in spagnolo Unión Revolucionaria Comunista, URC), con Juan Marinello come presidente e Blas Roca Calderio come segretario generale.
Alle elezioni dell'Assemblea costituente a Cuba del novembre 1939, l'URC partecipò nella Coalizione Socialista Democratica (CSD), il cui candidato era Fulgencio Batista. La leadership del partito pensò che il programma del governo Batista sintetizzasse le aspirazioni e gli obiettivi immediati delle forze democratiche e rivoluzionarie contro il programma del Partito Autentico, che aveva respinto il fronte di sinistra e mantenuto una posizione apertamente anticomunista. La CSD ottenne 35 seggi contro i 41 dell'opposizione, mentre l'URC ottenne 6 seggi.
A febbraio del 1940, l'Assemblea Costituente si riunì per discutere una nuova costituzione che avrebbe sostituito quella del 1901: durante le sessioni, i delegati comunisti denunciarono con il sostegno della CTC i problemi principali della società cubana e proposero soluzioni a favore del lavoro e dei diritti sociali della classe operaia, dell'uguaglianza delle donne, del diritto all'istruzione, della protezione dell'industria nazionale, opponendosi al razzismo e agli sfratti dei contadini più poveri.
La nuova costituzione fu approvata il 1 luglio 1940 ed entrò in vigore il 10 ottobre dello stesso anno. Batista divenne ufficialmente presidente di Cuba.
Nel 1941 Cuba dichiarò guerra alle Potenze dell'Asse e per sostenere le spese di guerra, Batista strinse nuovi accordi commerciali con gli USA (sfavorevoli per i contadini) e impose nuove tasse. Inoltre, si verificarono carenze di prodotti finiti e di cibo, causando un diffuso malcontento tra la popolazione. Allo stesso tempo, Batista cercò il sostegno della borghesia e delle classi operaie e diede campo libero alle organizzazioni di sinistra e ai comunisti. Dopo l'invasione dell'Unione Sovietica da parte della Germania nazista, l'URC smise di considerare gli USA come una potenza imperialista e iniziarono a sostenere il presidente Roosevelt.
Nel 1943 la conferenza di Teheran e lo scioglimento del Comintern portarono ad una politica di riconciliazione tra l'URC e il governo cubano volta alla creazione di un Fronte nazionale comprendente tutti i Cubani senza distinzione di classe. Inoltre, secondo Blas Roca gli accordi tra l'Unione Sovietica e le potenze capitaliste avrebbe garantito la loro collaborazione per un lungo periodo di tempo nello sviluppo pacifico del mondo, nella lotta per mantenere una pace stabile e duratura basata sull'indipendenza e la sicurezza dei popoli.
Nel 1943 l'URC fondò la stazione radiofonica Mil Diez.

### Partito Socialista Popolare

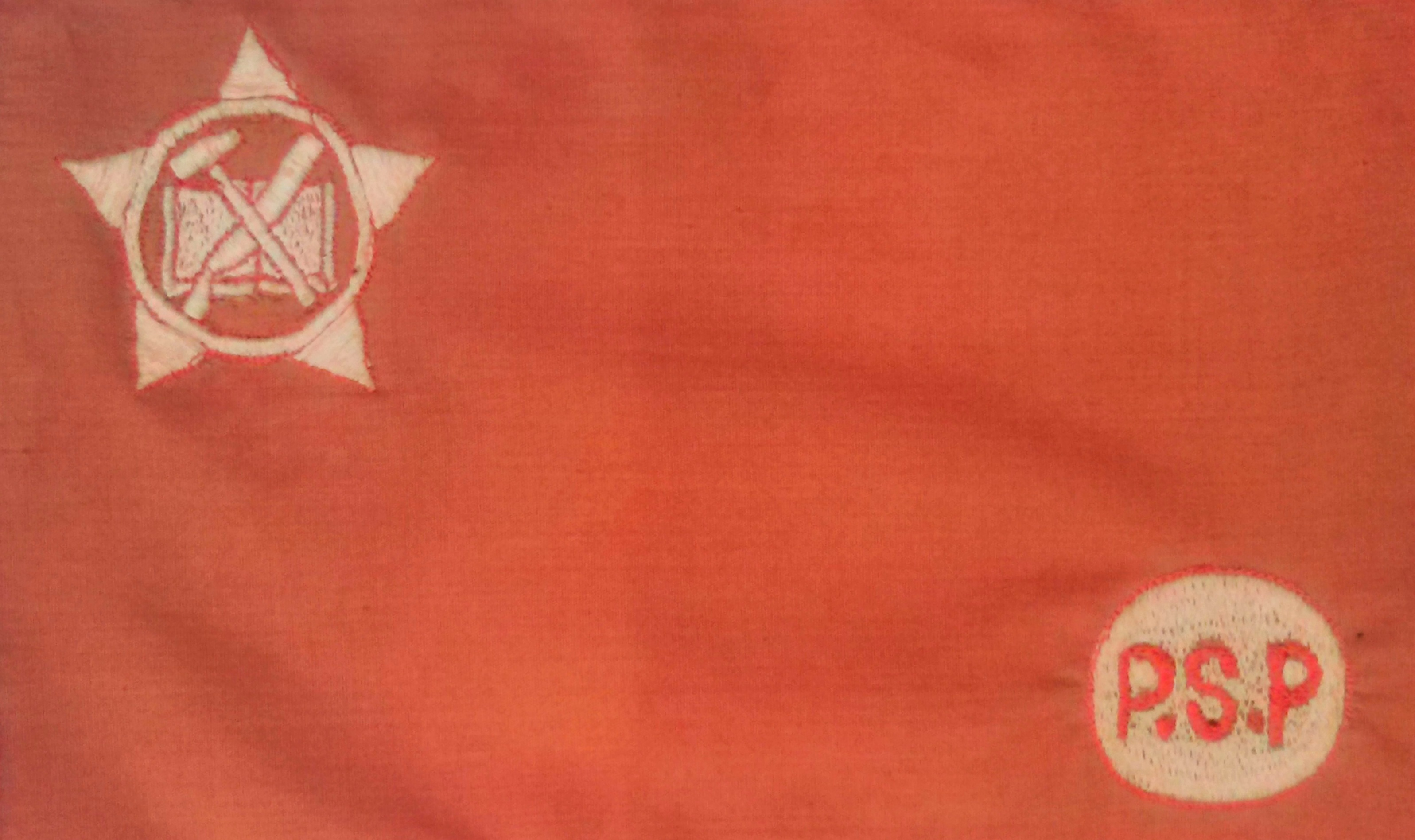
Bandiera del Partito Socialista Popolare.

A gennaio del 1944 si tenne la III Assemblea Nazionale dell'URC, in cui fu deciso di ribattezzare l'Unione Rivoluzionaria Comunista nel Partito Socialista Popolare (in spagnolo Partido Socialista Popular). Il programma politico incitava all'anti-razzismo e alla parità di genere, ma non attaccava gli Stati Uniti né chiedeva la nazionalizzazione di proprietà straniere a Cuba.
Durante il governo di Ramón Grau San Martín del Partito Autentico, tra il 1944 e il 1948, la direzione del PSP affrontò forti campagne accusatorie che lo presentavano come un raggruppamento di classe esclusivo, contrariamente alle disposizioni del codice elettorale. Nel 1947 la Confederazione dei Lavoratori di Cuba fu resa illegale dal governo e il PSP si ritirò dai gruppi parlamentari divenendo un partito indipendente. Nello stesso anno, Eduardo Chibás fondò il Partito Ortodosso per riunire i membri fuoriuscititi dai principali partiti cubani e conservare gli ideali di giustizia sociale e indipendenza della rivoluzione del 1933. Tra le file del PO vi era il giovane avvocato Fidel Castro.
Il 10 marzo 1952, una giunta militare guidata da Fulgencio Batista compì un colpo di Stato contro il governo di Carlos Prío Socarrás e instaurò una dittatura. Il golpe sventò la possibilità di una vittoria popolare alle urne del Partito Ortodosso. Batista sospese la Costituzione del 1940, consegnò il potere legislativo al Consiglio dei Ministri, abolì il diritto di sciopero e stabilì un ferreo controllo su sindacati ed esercito, reprimendo ogni opposizione.

### Rivoluzione Cubana

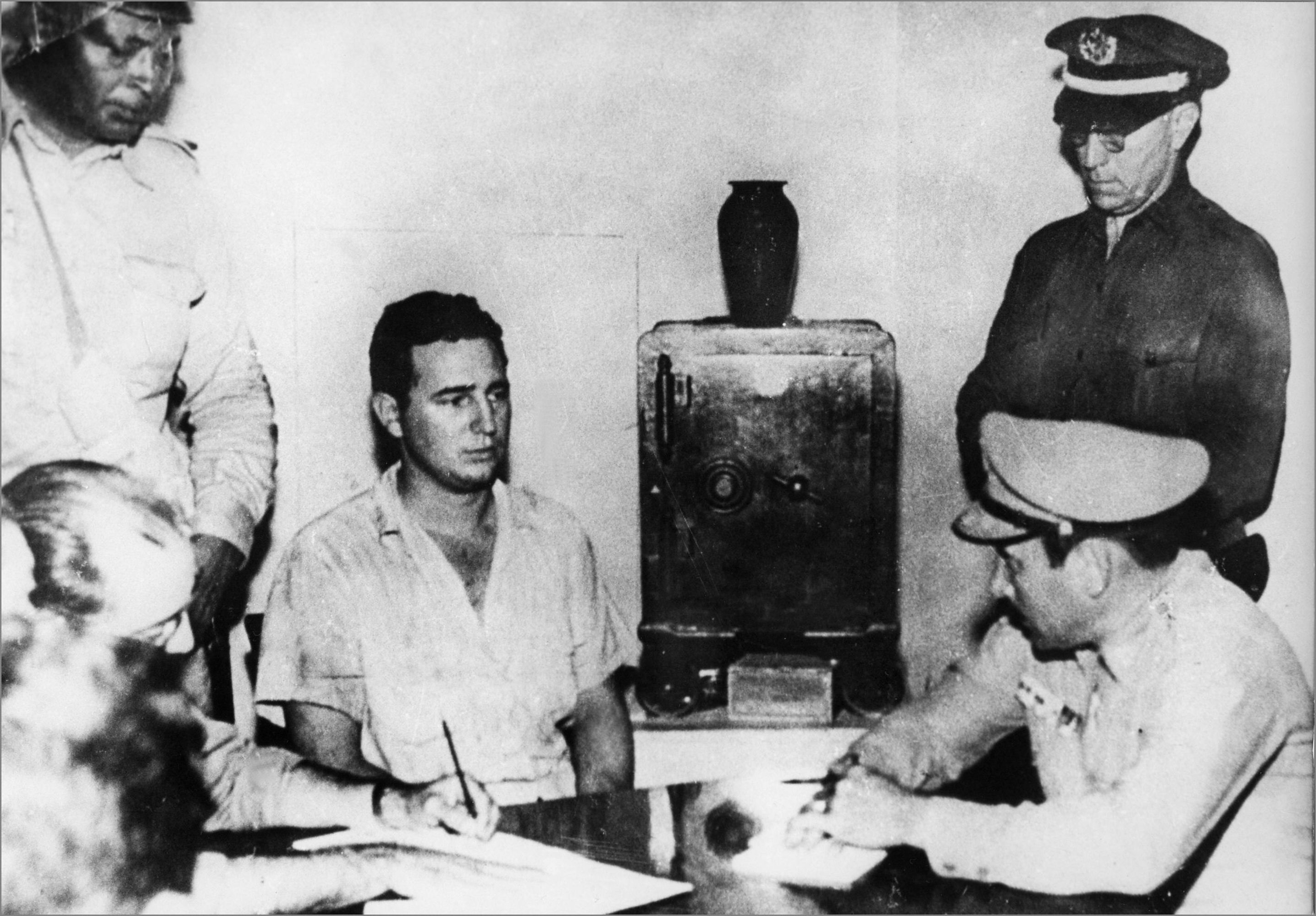
Fidel Castro in arresto dopo l'attacco alla Caserma Moncada

Candidato al parlamento per il Partito Ortodosso, Fidel Castro assistette inerme al colpo di Stato e decise di organizzare in segreto un tentativo di rovesciare il regime di Batista. Il 26 luglio 1953, assieme al fratello Raúl, guidò un gruppo di ribelli nell'assalto alla caserma Moncada di Santiago di Cuba, ma l'assalto fallì e i guerriglieri furono arrestati
Sebbene fossero ignari dell'attentato, i comunisti del PSP furono arrestati con l'accusa di esserne gli artefici. Il Partito Socialista Popolare era stato in realtà completamente escluso dai preparativi dell'assalto e né era a conoscenza della composizione del gruppo di aggressori, e durante il processo i comunisti coinvolti cercarono di dimostrare l'estraneità del Partito. Il 16 ottobre, iniziò il processo contro Fidel Castro, durante il quale gli imputati del PSP furono esonerati da ogni responsabilità e rilasciati. In tale occasione, Castro fece il discorso La storia mi assolverà, nel quale delineò la propria azione politica, associando il suo movimento di ribellione agli ideali di José Marti ed Eduardo Chibás.
Il 6 aprile 1954 si tenne una riunione del Comitato Nazionale del PSP nella quale furono prese le distanze dalla lotta rivoluzionaria intrapresa da Castro e affermò che l'unica strada da percorre fosse quella della lotta di massa e dell'azione di massa.

Le elezioni generali a Cuba del 1954 a novembre videro la vittoria di Fulgencio Batista come candidato unico, dopo che Grau denunciò i brogli e si ritirò. I comunisti non furono ammessi a causa del rifiuto del Tribunale supremo elettorale di registrare il Fronte Unito Nazionale, che riuniva i marxisti cubani fuorilegge, ed il PSP decise di invitare la popolazione e gli affiliati a votare contro Batista.

M-26-7

Dopo esser stato amnistiato e rilasciato dal carcere, il 12 giugno 1955 Castro riunì in Messico i guerriglieri dell'assalto alla Moncada per formare il Movimento del 26 luglio (in spagnolo Movimiento 26 de Julio, "M-26-7") con lo scopo di rovesciare il governo di Batista attraverso una rivoluzione. Il nucleo iniziale si unì in seguito con il movimento rivoluzionario nazionale guidato da Rafael García Bárcenas, con la maggior parte del fronte giovanile dell'ex partito ortodosso e con l'Azione Nazionale Rivoluzionaria di Frank Isaac País García. A causa dell'ampiezza ideologica e del suo obiettivo di rovesciare la dittatura di Batista, del M-26-7 riuscì a raggiungere rapidamente giovani provenienti dai contesti politici più diversi. Al Movimento del 26 luglio, si unì anche il rivoluzionario e medico argentino Ernesto "Che" Guevara, dopo un incontro in Messico con Raúl Castro.
Il 25 novembre un gruppo di 82 guerriglieri del M-26-7, guidati da Fidel Castro, salpò a bordo della Granma dal porto messicano di Tuxpan. Il 30 novembre, il M-26-7 organizzò un'insurrezione armata a Santiago di Cuba per preparare lo sbarco. Il 2 dicembre 1956 la Granma sbarcò sulla spiaggia di Las Coloradas, nella parte orientale di Cuba e, in seguito ad un alto numero di vittime, un piccolo gruppo di circa 20 persone, l'Ejército Rebelde, riuscì ad installare una base di guerriglia nella Sierra Maestra.

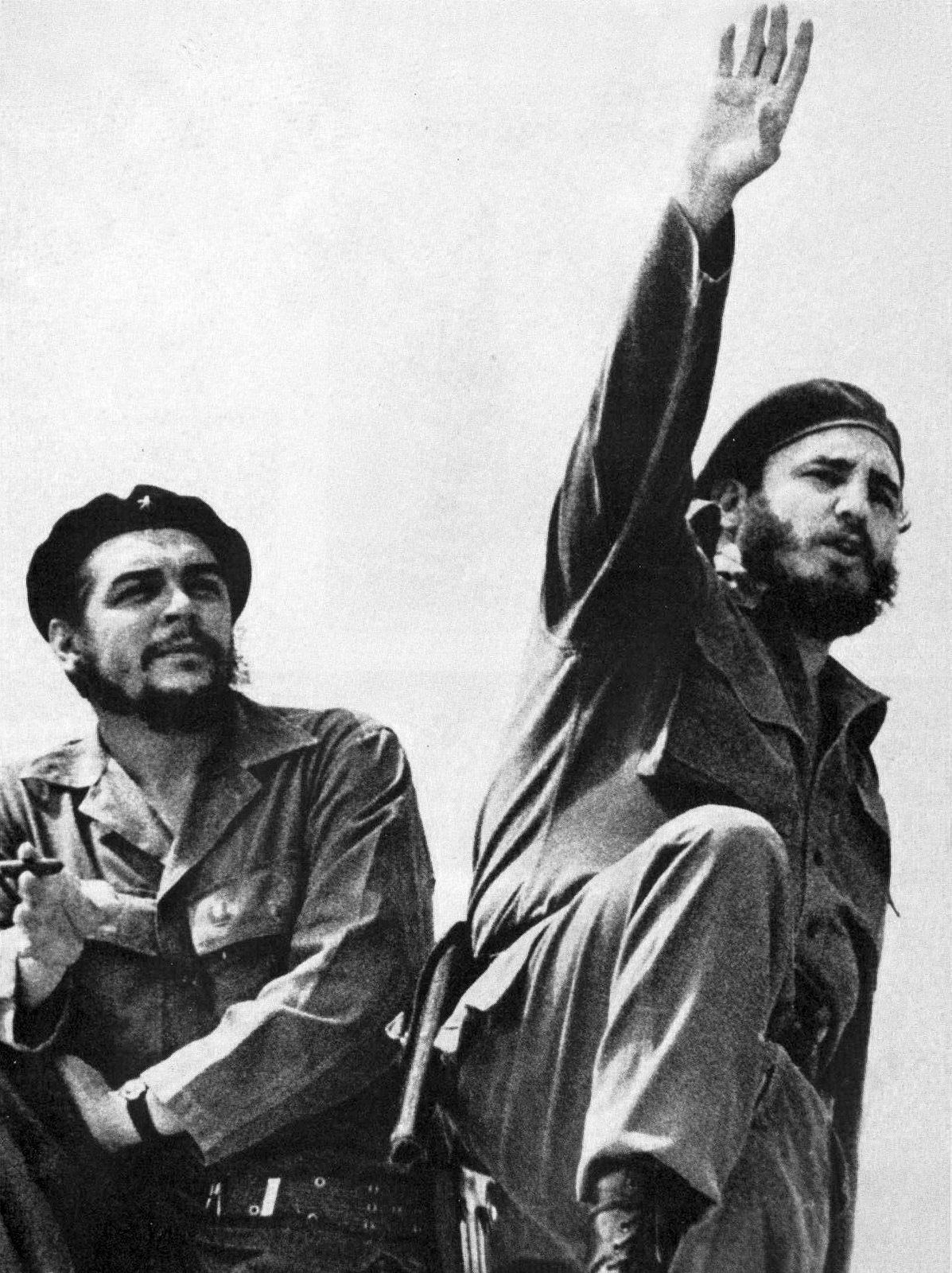
Che Guevara e Fidel Castro, 1961

Nel 1957 iniziarono a comparire nelle città dei gruppi di resistenza civile alla dittatura di Batista riuniti intorno al movimento del 26 luglio. L'M-26-7 convocò le organizzazioni rivoluzionarie che avevano influenza sulla classe dei lavoratori per creare un fronte operaio nazionale, ed il Partito Socialista Popolare appoggiò la proposta e in seguito si unì alla lotta insurrezionale. Il PSP decise di inviare dei guerriglieri al fianco di Castro e creò inoltre una piccola cellula di guerriglia nel centro del paese. Nel 1958 l'M-26-7 si unì ad una giunta per l'unità assieme ad altri oppositori.
A giugno 1958, Batista lanciò l'operazione Verano per cercare di fermare le truppe rivoluzionarie nella Sierra Maestra, ma nell'agosto successivo l'operazione fallì e l'influenza del dittatore sul paese e l'esercito si indebolì.
Nel 1958 l'M-26-7 strinse con il nazionalista Directorio Revolucionario Estudiantil il patto di Caracas, mentre a dicembre dello stesso anno entrambi firmarono con il PSP il patto di El Pedrero, avviando una lotta congiunta contro la dittatura batistiana.
A gennaio del 1959, Castro entrò con i suoi guerriglieri all'Avana e depose ufficialmente Fulgencio Batista.
Come prime azioni politiche, l'M-26-7 iniziò una politica di nazionalizzazioni della terra e delle fabbriche situate sul territorio cubano, comprese quelle di proprietà straniera. Il PSP appoggiò il lavoro di Castro e auspicò la difesa delle conquiste rivoluzionarie, la lotta al settarismo e all'opportunismo.
Il 16 aprile 1961, Fidel Castro annunciò il carattere socialista della rivoluzione cubana. Ad aprile del 1961, gli Stati Uniti guidarono l'invasione della baia dei Porci assieme ad esuli cubani per rovesciare il regime di Castro, ma l'operazione fallì.

#### Organizzazioni Rivoluzionarie Integrate
Il 24 giugno 1961, il Movimento del 26 luglio, il Direttorio Rivoluzionario e il Partito Socialista Popolare si fusero a Santiago nelle Organizzazioni rivoluzionarie integrate (in spagnolo Organizaciones Revolucionarias Integradas). Il 2 dicembre, Fidel annunciò di essere marxista-leninista.
Il 22 marzo 1962, Fidel fu nominato primo segretario dell'organizzazione e Raúl Castro come secondo segretario. Le ORI avevano una direzione nazionale ed una segreteria composta da Ernesto Guevara, Osvaldo Dorticós, Blas Roca ed Emilio Aragonés e dal primo e dal secondo segretario.
Come organizzazioni di base dell'ORI furono creati i Nuclei Rivoluzionari Attivi (NRA), attraverso le quali veniva diretto il lavoro politico all'interno delle comunità e dei luoghi di lavoro. Ogni NRA aveva un segretario generale, un organizzatore od orientatore rivoluzionario per l'educazione politica ed un addetto alle finanze. Le ORI avevano una leadership divisa a livello nazionale, provinciale e municipale.
Le ORI iniziarono un programma di alfabetizzazione di massa e di sviluppo economico. L'ORI perseguì il lavoro politico ideologico per la difesa di Cuba e organizzò la preparazione politica e militare delle milizie rivoluzionarie nazionali. Furono create scuole di istruzione rivoluzionaria per i quadri e le scuole di base di istruzione rivoluzionaria per la preparazione politica di lavoratori, membri dei comitati di difesa rivoluzionari e dei giovani.
In alcune istituzioni venivano tuttavia prese decisioni arbitrarie e indipendenti da quelle centrali, evidenziando un debole lavoro politico e ideologico. Nella direzione di una serie di NRA vi erano persone diffidenti nei confronti dei membri più giovani e questi ultimi si sentirono disincentivati nelle loro attività. Inoltre, i metodi utilizzati per gestire le agenzie o gli enti assegnati non erano democratici ma arbitrari e imposti, e la selezione dei quadri avveniva in modo soggettivo.
Dopo aver analizzato gli errori commessi e compresa l'inclinazione settaria interna, la direzione nazionale delle ORI adottò una serie di accordi e provvedimenti per migliorare la gestione: a causa del suo atteggiamento settario e dei suoi errori, Aníbal Escalante fu allontanato dalla Direzione Nazionale e Fidel denunciò pubblicamente il carattere settario di Escalante e dei suoi seguaci, annunciando una lotta al frazionismo.
Il 26 marzo 1962, le Organizzazioni Rivoluzionarie Integrate furono sciolte.

### Partito Comunista Cubano del 1965
Dall'unione delle forze rivoluzionarie, che hanno combattuto la dittatura batistiana, il Movimento del 26 luglio, il Partito Socialista Popolare e il Direttorio Rivoluzionario 13 marzo, nasce il Partito Unito della Rivoluzione Socialista di Cuba.
Nell'ottobre del 1965 nasce il Comitato Centrale che decide di modificarne il nome in Partito Comunista di Cuba (PCC). Il Partito Comunista di Cuba ha tenuto Congressi negli anni 1975, 1980, 1985, 1991, 1997, 2011 e nel 2016. Dal 1965 fino al 2011, Fidel Castro è stato il Primo Segretario (o Segretario Generale) e suo fratello Raúl Secondo Segretario.
Nel 2011, durante il VI Congresso del Partito, Fidel Castro rinunciò alla sua carica di Primo Segretario e di membro del Comitato Centrale per motivi di salute. Il Congresso elesse Raúl Castro e José Ramón Machado Ventura rispettivamente Primo e Secondo Segretario.
Nel 2021, dopo le dimissioni di Raúl Castro, l'VIII Congresso del Partito elesse il primo ministro Miguel Díaz-Canel come nuovo Primo segretario del Comitato centrale.

## Principi
Il Partito Comunista di Cuba si definisce "marxista, leninista e martiano": si ritiene fedele ai principi del comunismo, al quale unisce gli ideali di José Martí e della rivoluzione cubana di Fidel Castro. Il partito si ritiene il continuatore e la guida della rivoluzione cubana. Secondo i suoi documenti esso si proclama l'"incarnazione" delle "tradizioni eroiche rivoluzionarie del popolo cubano, contro il colonialismo spagnolo e contro il "neocolonialismo imperialista degli Stati Uniti d'America", e si proclama discendente diretto del Partito Rivoluzionario Cubano (PRC), fondato da José Martí nel 1892 per lottare per l'indipendenza di Cuba dalla Spagna.
Rifiuta il capitalismo e l'individualismo, il razzismo e altre forme di discriminazione, lo scetticismo nei confronti del socialismo, il liberalismo, il disfattismo, il populismo, l'opportunismo, il nepotismo, l'ipercriticismo, la doppia morale, il paternalismo e qualsiasi altro comportamento o ideale ritenuto anti-socialista. Il Partito Comunista Cubano si dichiara internazionalista e antimperialista.
La missione principale del PCC è la realizzazione della società comunista, tramite l'unione di tutti i patrioti cubani e la mobilitazione delle masse nella costruzione del socialismo e nella preservazione delle conquiste della rivoluzione. Il Partito si pone inoltre l'obiettivo di consolidare la morale della popolazione comprendente gli ideali rivoluzionari, il patriottismo, il collettivismo, la solidarietà, l'uguaglianza nei diritti e nelle opportunità, la giustizia sociale, la fiducia reciproca, la disciplina cosciente, la modestia, l'onestà, lo spirito critico, l'autocritica e la fiducia nell'avvenire socialista.

## Ruolo del PCC nello Stato e legittimità rivoluzionaria
La Costituzione della Repubblica di Cuba stabilisce che:
(Constitución de la República de Cuba, art. 5)

### Il PCC nel sistema politico cubano
Il PCC non partecipa direttamente al processo elettorale. Nell'Assemblea nazionale del potere popolare, composta da 605 membri, sono eletti anche candidati non appartenenti al PCC.

## Organizzazione del PCC
L'organizzazione del Partito Comunista Cubana si basa sul centralismo democratico e nel Partito tutte le cariche sono elettive, senza eccezione dalla base al Comitato Centrale passano attraverso elezioni per la consultazione con le masse tanto nel centro dove lavorano i candidati come lontano dalla residenza, per la quale si fa uso delle assemblee del collettivo dei lavoratori o altre riunioni convocate per il medesimo scopo; si pubblicano i dati e la direzione rivoluzionaria degli stessi compagni in murales o in periodici locali o con altri mezzi, in modo che qualunque lavoratore o contadino possa comprendere di chi si tratta ed esprimere alle organizzazioni di base o agli organismi del Partito qualunque tipo di opinione od obiezione, di cui si tiene molto conto nel momento di approvare definitivamente le corrispondenti candidature.

### Congresso

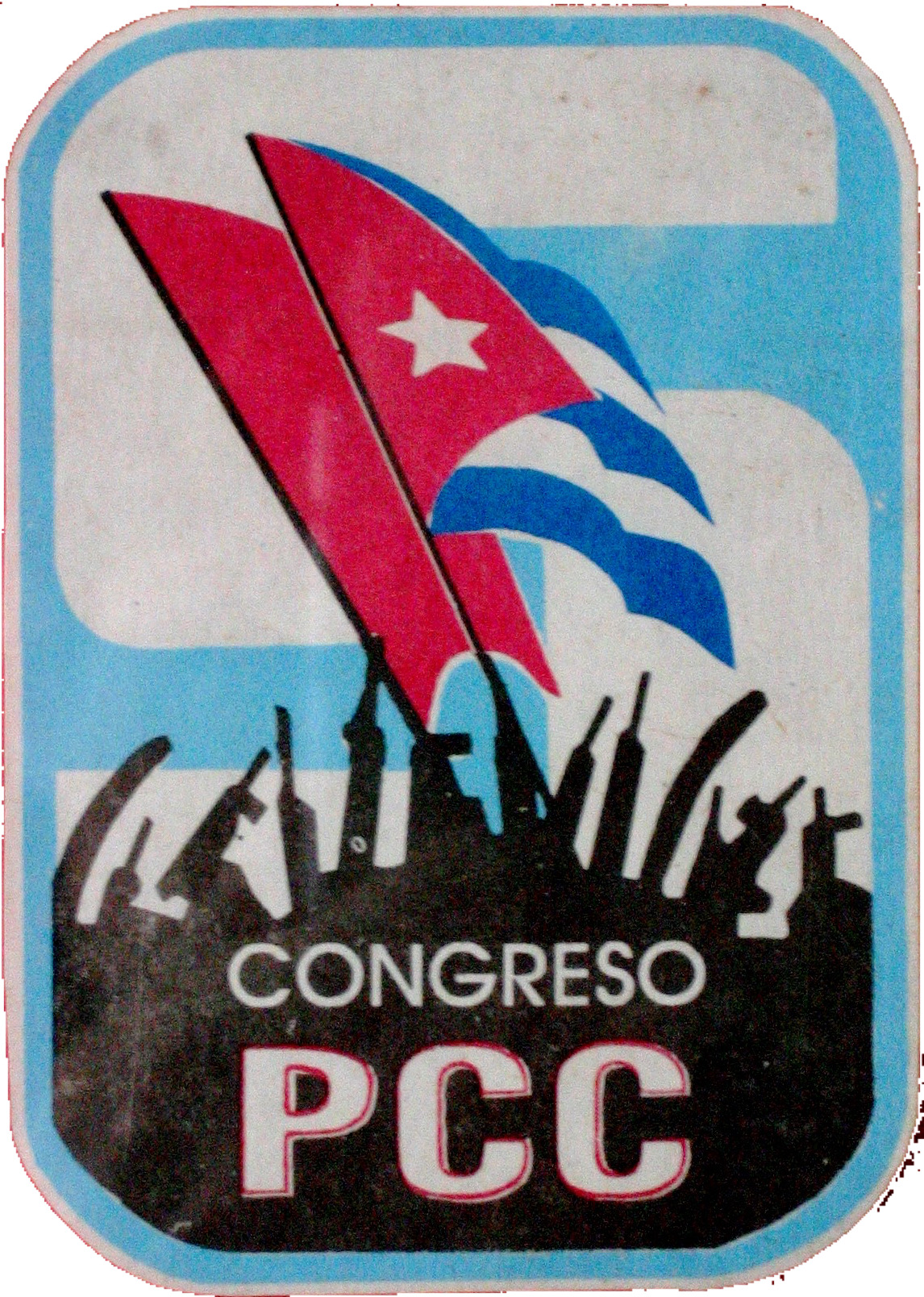
Logo del V Congresso

Il Congresso è l'organismo supremo del Partito. Si riunisce regolarmente ogni 5 anni e quando il Plenum del Comitato Centrale lo convoca in seduta straordinaria. Definisce e dà gli orientamenti politici del PCC e delle sue attività in generale, elegge il Comitato Centrale, approva il programma o i lineamenti programmatici e gli emendamenti agli statuti del Partito.
- I Congresso - L'Avana, 17-22 dicembre 1975
- II Congresso - L'Avana, 17-21 dicembre 1980
- III Congresso - L'Avana, 4-7 febbraio, 30 novembre-2 dicembre 1986
- IV Congresso - Santiago de Cuba, 10-14 ottobre 1991
- V Congresso - L'Avana, 8-10 ottobre 1997
- VI Congresso - L'Avana, 16-19 aprile 2011
- VII Congresso - L'Avana, 16-19 aprile 2016
- VIII Congresso - L'Avana, 16-19 aprile 2021[107]

### Comitato Centrale
Il Comitato Centrale (in spagnolo Comité Central), riunitosi per la prima volta nel 1965, è definito come l'organo superiore del partito secondo solo al Congresso. Il plenum del CC decide il numero di componenti dell'Ufficio politico, elegge il Primo e il Secondo Segretario del Comitato centrale e si riunisce almeno due volte all'anno o su convocazione del Buró. Compito del Comitato centrale è quello di applicare le risoluzioni, le politiche e i programmi approvati dal Congresso. Dal VII Congresso, è composto da 142 membri.
Dal 1965 al 1991 e nuovamente dal 2006 è presente il Segretariato del Comitato Centrale, un organo che serve a controllare l'opera della struttura del PCC. Quando non era previsto nello statuto le sue funzioni furono assunte dall'Ufficio politico ampliato nel numero dei membri.

### Ufficio politico
L'Ufficio politico (in spagnolo Buró Político) è l'istanza esecutiva suprema del PCC tra i plenum del Comitato centrale, applica le risoluzioni dei congressi e del Comitato Centrale e produce resoconti della propria attività da presentare ai plenum. L'Ufficio possiede una commissione esecutiva presieduta dal primo segretario del CC e si appoggia al segretariato del Comitato centrale.

### Conferenza Nazionale
La Conferenza Nazionale che si riunisce durante i congressi ed è convocata dal Comitato Centrale per trattare le decisioni del Partito e realizzare cambi nel Comitato Centrale.

## Organizzazioni di massa del PCC
- Organizzazione dei Pionieri José Martí (OPJM, fondata nel 1977)
- Federazione Studentesca dell'Istruzione Media (FEEM fondata nel 1970)
- Federazione Studentesca Universitaria (FEU, fondata nel 1922 da Julio Antonio Mella)
- Centrale dei Lavoratori di Cuba (CTC fondata nel 1961)
- Federazione delle Donne Cubane (FMC, fondata nel 1960)
- Associazione Nazionale dei Piccoli Agricoltori (ANAP fondata nel 1961)
- Comitati di Difesa della Rivoluzione (CDR, fondato nel 1960)
- Unione dei Giovani Comunisti (UJC, fondata nel 1962)[115]

## Dirigenti
| Segretario generale del Comitato centrale del Primo Partito Comunista Cubano | Segretario generale del Comitato centrale del Primo Partito Comunista Cubano | Segretario generale del Comitato centrale del Primo Partito Comunista Cubano | Segretario generale del Comitato centrale del Primo Partito Comunista Cubano | Segretario generale del Comitato centrale del Primo Partito Comunista Cubano |
| ---------------------------------------------------------------------------- | ---------------------------------------------------------------------------- | ---------------------------------------------------------------------------- | ---------------------------------------------------------------------------- | ---------------------------------------------------------------------------- |
|                                                                              | José Miguel Pérez Pérez                                                      | José Miguel Pérez Pérez                                                      | 1925                                                                         | 1925                                                                         |
|                                                                              | José Peña Vilaboa                                                            | José Peña Vilaboa                                                            | 1925                                                                         | 1926                                                                         |
|                                                                              | Jorge Vivo                                                                   | Jorge Vivo                                                                   | 1927                                                                         | 1933                                                                         |
|                                                                              | Blas Roca Calderio                                                           | Blas Roca Calderio                                                           | 1933                                                                         | 1939                                                                         |
| Segretario generale del Comitato centrale del Partito Socialista Popolare    |                                                                              |                                                                              |                                                                              |                                                                              |
|                                                                              | Blas Roca Calderio                                                           | Blas Roca Calderio                                                           | 1939                                                                         | 1944                                                                         |
| Unione Rivoluzionaria Comunista                                              |                                                                              |                                                                              |                                                                              |                                                                              |
|                                                                              | Blas Roca Calderio                                                           | Blas Roca Calderio                                                           | 1944                                                                         | 1961                                                                         |
| Segretari delle Organizzazioni Rivoluzionarie Integrate                      |                                                                              |                                                                              |                                                                              |                                                                              |
| Primo segretario                                                             | Primo segretario                                                             | Secondo Segretario                                                           |                                                                              |                                                                              |
|                                                                              | Fidel Castro                                                                 | Raúl Castro                                                                  | 1961                                                                         | 1961                                                                         |
| Segretari del Comitato centrale del Partito Comunista di Cuba                |                                                                              |                                                                              |                                                                              |                                                                              |
| Primo segretario                                                             | Primo segretario                                                             | Secondo segretario                                                           | Secondo segretario                                                           | Secondo segretario                                                           |
|                                                                              | Fidel Castro                                                                 | Raúl Castro                                                                  | 1962                                                                         | 1965                                                                         |
| Segretari del Comitato centrale del Partito Comunista di Cuba                |                                                                              |                                                                              |                                                                              |                                                                              |
| Primo segretario                                                             | Primo segretario                                                             | Secondo Segretario                                                           |                                                                              |                                                                              |
|                                                                              | Fidel Castro                                                                 | Raúl Castro                                                                  | 1965                                                                         | 2011                                                                         |
|                                                                              | Raúl Castro                                                                  | José Ramón Machado Ventura                                                   | 2011                                                                         | 2021                                                                         |
|                                                                              | Miguel Díaz-Canel                                                            | -                                                                            | 2021                                                                         | in carica                                                                    |